# Некрасовский (Оренбургская область)
Некрасовский — посёлок в Тоцком районе Оренбургской области. Входит в состав Верхнебузулукского сельсовета.

## История
В 1966 г. Указом Президиума ВС РСФСР поселок фермы №2 совхоза «Бузулукский» переименован в Некрасовский.

## Население
| 2010 |
| ---- |
| 125  |